# Карабатыр
Карабатыр (каз. Қарабатыр) — село в Камыстинском районе Костанайской области Казахстана. Административный центр и единственный населённый пункт Карабатырского сельского округа. Находится примерно в 31 км к северо-востоку от районного центра, села Камысты. Код КАТО — 394853100.

## Население
В 1999 году население села составляло 1467 человек (741 мужчина и 726 женщин). По данным переписи 2009 года в селе проживало 1025 человек (466 мужчин и 559 женщин).